# Tanaecium duckei
Tanaecium duckei là một loài thực vật có hoa trong họ Chùm ớt. Loài này được A.Samp. miêu tả khoa học đầu tiên năm 1935.